# Marian Michalczik
Marian Michalczik' (født 1. februar 1997 i Beckum, Tyskland) er en tysk håndboldspiller, som spiller i TSV Hannover-Burgdorf og på Tysklands herrehåndboldlandshold.
Han deltog under EM i håndbold 2020 i Sverige/Østrig/Norge.